# یواس‌اس فیلیپی (۱۸۶۳)
یواس‌اس فیلیپی (۱۸۶۳) (به انگلیسی: USS Philippi (1863)) یک ناو جنگی است که طول آن ۱۴۰ فوت (۴۳ متر) می‌باشد.